# Huit préludes
Huit préludes est une œuvre pour piano d'Olivier Messiaen composée de 1928 à 1929. C'est une composition de jeunesse (le musicien a vingt ans) que Messiaen considérait comme sa première œuvre valable. Les titres, selon l'auteur, cachent des études de couleurs basées sur sept modes harmoniques à transpositions limitées.

## Composition
Olivier Messiaen est encore étudiant dans la classe de Paul Dukas pendant la composition de ses Préludes. Il s'agit de sa deuxième œuvre publiée, après Le Banquet Céleste (en) pour orgue (1928).
Les Préludes sont publiés l'année suivant la mort de Cécile Sauvage, la mère d'Olivier Messiaen,. Plusieurs pièces font référence à cette perte : La Colombe, dont le titre reprend le surnom de sa mère, et Cloches d'angoisse et larmes d'adieu, la plus longue pièces du recueil.
L'œuvre est dédiée à la jeune pianiste Henriette Roget, dont Messiaen est alors amoureux.

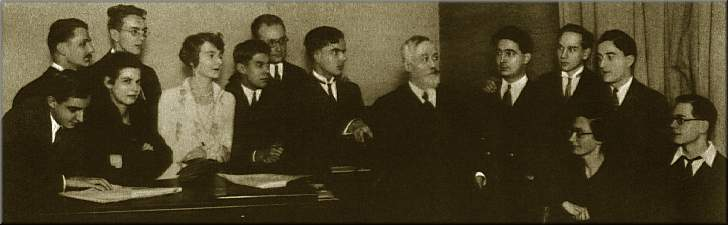
La classe de composition de Paul Dukas au Conservatoire en 1929. Olivier Messiaen est assis à droite.

## Création
La première audition privée a lieu le 28 janvier 1930 par la dédicataire Henriette Roget.
Bernadette Alexandre-Georges en donne la première exécution publique le 1er mars 1930 salle Érard à Paris, Société Nationale, salle Érard.

## Description et analyse

### Titres
Messiaen donne un titre à chacun des Préludes. Certains sont plutôt descriptifs, comme La colombe ou Un reflet dans le vent, tandis que d'autres sont plus mystérieux voire mystiques, comme Les sons impalpables du rêve ou Cloches d'angoisse et larmes d'adieu,. On n'y trouve pas de contenu religieux, ce qui est plutôt surprenant pour cette époque de Messiaen. Certains titres (Un reflet dans le vent, Les sons impalpables du rêve) ressemblent à ceux des Préludes de Debussy.

### Influences
On entend dans ces pièces l'influence de Claude Debussy, qui a publié ses Préludes moins de vingt ans avant ceux de Messiaen,, en particulier dans le rapport à l'extase et au temps suspendu,. On retrouve chez les deux l'usage « d'harmonies brumeuses ambiguës ou sans résolution, ainsi que d'accords parallèles utilisés pour la couleur et le timbre pianistiques plutôt qu'en tant que progression harmonique définie ».
On peut également déceler d'autres influences, comme celles de Ravel, de Mozart ou de Liszt. Le nombre léger évoque les Tableaux d'une exposition de Moussorgski.

### Un style déjà personnel
« Ce qui est le plus impressionnant dans ces pièces, c'est le monde de couleurs qu'ils révèlent, un monde à la fois très personnel et déjà fortement défini. Chaque pièce implique des associations détaillées entre le son et la couleur. Selon le compositeur, le cinquième Prélude (Les sons impalpables du rêve) est « Polymodal, superposant un mode bleu-orange en ostinato et cascades d'accords, à un mode violet pourpre traité en timbre cuivré ». »

— Pierre-Laurent Aimard, notes de la pochette de son enregistrement des Préludes.
Même si les influences sont perceptibles dans cette œuvre de jeunesse, les Préludes portent déjà la signature de Messiaen, notamment dans les éléments harmoniques et rythmiques, ou le jeu des couleurs et des contrastes,.
La musique est basée sur ce que le compositeur appelle les « modes à transposition limitée », sept gammes qui divisent l'octave de façon régulière ou symétrique, dont la plus connue est probablement la gamme par tons souvent utilisée par Debussy. Messiaen utilise ces gammes pour donner une couleur harmonique à ses Préludes, qu'il combine avec des « ajouts de résonances ». Il applique certains principes de l'harmonie tonale classique à ses modes, comme la résolution du triton ou la résolution d'un accord de septième de dominante vers une tonique.
Ces éléments rendent sa musique déjà très personnelle, expressive et mystérieuse. Comme le dit Allen Forte, Messain se consacre « sans relâche à l'édification de sonorités innovantes. Sa musique est pleine de nouveaux accords : petits accords, accords de taille moyenne, accords gigantesques ; accords par paires, accords en courtes progressions, longues chaînes d'accords. Ils sont extraordinaires dans leur diversité »,.
Certaines pièces évoquent la tristesse et le deuil, d'autres sont plus lumineuses. Chant d’extase dans un paysage triste rassemble les deux émotions ; Un reflet dans le vent convoque la joie ou la colère.

### Structure
Contrairement à Debussy, Messiaen choisit de conserver des structures traditionnelle dans ses Préludes, témoignage de son éducation musicale. On peut ainsi entendre des formes sonate, des ABA dans lesquels chacune des parties est elle-même en trois parties, ou des ressemblances avec des fugues de Bach. On retrouve également son intérêt pour la symétrie, mais il utilise également l'asymétrie pour certains effets.

## Liste desPréludes
Olivier Messiaen donne des indications sur les couleurs de chaque Prélude.

### 1.La colombe
« Orangé, veiné de violet. »

Il s'agit de la pièce la plus courte et la plus simple du recueil. Ce Prélude est de forme binaire, la seconde partie répétant la première jusqu'à un doux envol. Son calme et sa simplicité introvertie donne le ton pour le reste du recueil. Messiaen explore différentes fonctions des accords diatoniques, tout en mélangeant le majeur et le mineur, grâce à l'usage de la gamme octatonique.
Contrairement à ce que le titre pourrait laisser penser, on n'entend aucun chant d'oiseau : Messiaen commençait à peine à noter ces chants.

### 2.Chant d'extase dans un paysage triste
« Gris, mauve, bleu de Prusse, pour le début et la fin ; le milieu est diamanté, argenté. »

La structure est simple et symétrique. Le morceau est basé sur une forme ABA, chaque partie étant elle-même structurée en ABA : A1-A2-A1 — B1-B2-B1 — A1-A2-A1. Dans la première section, un motif d'ouverture précède un choral, puis revient dans une instrumentation densifiée. Dans la section B, un motif extatique encadre une partie centrale, dont la mélodie est présentée en canon. La première section A revient, avec des variations dans les formes,,.
Cette pièce est plus mélodique que les autres, sa ligne mélodique est simple et d'une grande clarté, alors que les autres Préludes, comme le 6e, sont construits autour d'accords. Des motifs, légèrement variés, créent des connexions entre les différentes sections. Un de ces motifs est la quarte augmentée, que l'on trouve mesure 4 entre un Fa et un Do, ainsi que dans la section B mesure 25, également entre un Fa et un Do.
L'écriture est ici assez largement tonale, la structure modale consistant surtout dans les enrichissements des accords. La tonalité principale est Fa mineur, avec des emprunts à la gamme octatonique.
- Section A : Fa mineur octatonique. La mélodie des premières mesures est basée sur le mode octatonique. Construite sur une structure classique de quatre mesures, elle revient plusieurs fois dans la pièce et permet d'en unifier les différentes parties[13]. Le rythme double croche-croche pointée entendu dans la deuxième mesure 2 revient également plusieurs fois[13]. Ensuite vient une section en accords avec trois registres, les registres graves et aigus prenant « en sandwich » une voix médiane avec une harmonie distincte des deux autres[14]. On trouve mesure 13 un accord de Mi majeur avec une sixte et une quarte augmentée, une des sonorités préférées de Messiaen[14]. Cette section reste suspendue sur un accord de Fa mineur[15].
- Section B : Fa majeur octatonique, Ré mineur mélodique (mesures 33-34).
- Section A' : Fa mineur octatonique[16].

### 3.Le nombre léger
« Orangé, veiné de violet. »

L'écriture se fait canonique dans la dernière partie, avec le retour de la section d'ouverture dans une tonalité plus aigüe,.

### 4.Instants défunts
« Gris velouté, reflets mauves et verts. »

Le matériel de la section d'ouverture encadre un second motif, développé plus tard, tandis que le premier est raccourci à chaque apparition. La pièce se termine par une coda. On trouve des rythmes non-rétrogradables, une technique d'écriture prisée par Messiaen.

### 5.Les sons impalpables du rêve
« Polymodal, superposant un mode bleu-orange en ostinato et cascades d'accords, à un mode violet pourpre traité en timbre cuivré ; l'écriture pianistique est sophistiquée : triples notes, traits en accords, canon par mouvement contraire, mains croisées, staccatos divers, louré cuivré, effets de pierreries. »

Cette pièce est construite comme un rondo, la section d'ouverture revenant deux fois,.

### 6.Cloches d'angoisse et larmes d'adieu
« Les cloches mélangent des quantités de modes ; le houm (résultante grave), et tous les harmoniques supérieurs des cloches, se résolvent en vibrations lumineuses ; l'adieu est pourpre, orangé, violet. »

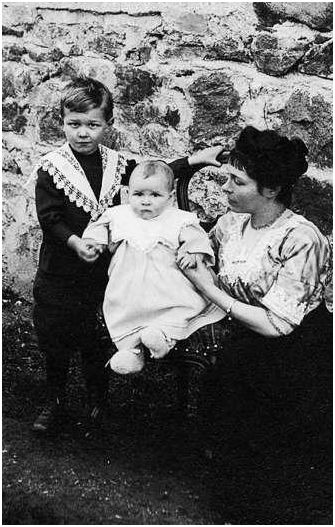
Olivier Messiaen à l'âge de 5 ans avec sa mère Cécile Sauvage et son frère Alain.

Il s'agit du plus long des Préludes. C'est une pièce évocatrice et élégiaque, d'une grande profondeur émotionnelle, évoquant la mort de la mère de Messiaen,.
Une note répétée suggère ici une cloche, avec ses harmoniques au-dessus. Après un interlude, la cloche sonne de nouveau, plus aiguë, le son montant à chaque itération. Le matériau se développe jusqu'à un point culminant, laissant place à un passage plus tendre avec un motif récurrent. La cloche revient par intermittence jusqu'à la fin de la pièce.
Dans cette pièce, Messiaen mélange plusieurs modes, comme par exemple dans la suite d'accords mesure 5, où la main droite joue le 6e mode et la main gauche le 2e.

### 7.Plainte calme
« Gris velouté, reflets mauves et verts. »

Cette pièce est de forme ternaire.

### 8.Un reflet dans le vent
« La petite tempête qui ouvre et conclut la pièce alterne l'orangé veiné de vert avec quelques taches noires ; le développement central est plus lumineux ; le second thème, très mélodique, enrobé d'arpèges sinueux, est bleu orange pour la première présentation, vert orange pour la deuxième présentation. Couleurs dominantes de toute l'œuvre : violet, orangé, pourpre. »

Cette dernière pièce a une structure claire, peut-être obscurcie par les éléments illustratifs.
Il s'agit d'une pièce appréciée par les pianistes, souvent jouée en récital. La pianiste Madeleine Hsu (en) en souligne la virtuosité, avec « des motifs chromatiques rapides, de l'indépendance des mains et des doigts, des notes répétées, des trilles, des mouvements de poignet, de grands écarts, des notes doubles, des accords, des arprèges, et des passages en octaves demandant des mains sûres et des bras solides, de l'endurance et de la bravoure ».

## Discographie
Plusieurs pianistes ont enregistré ces pièces :
- 1968 : Yvonne Loriod, Petites esquisses d'oiseaux, Huit Préludes, Quatre études de rythme (Erato 2292-45505-2/V ECD 71589)
- 1970 : Michel Béroff, Vingt Regards sur l'Enfant-Jésus et Préludes (EMI)
- 1975 : Pierre-Laurent Aimard, Préludes, Deux Regards sur l'Enfant-Jésus (Erato)
- 1989 : Peter Hill (en), Huit Préludes, Quatre études de rythme et Cantéyodjayâ (Unicorn-Kanchana)
- 1998 : Angela Hewitt, Huit Préludes, extraits de Quatre études de rythme et des Regards sur l'Enfant-Jésus (Hyperion)
- 1999 : Håkon Austbø, Messiaen : Piano Music Vol. 3 (Naxos)
- 2000 : Kyoko Hashimoto, Messiaen (BV Haast Records)
- 2001 : Roger Muraro, Huit Préludes et La Fauvette des jardins (Accord)